# Lemva
Lemva (rusky Лемва) je řeka v Republice Komi v Rusku. Je 180 km dlouhá. Povodí má rozlohu 9650 km².

## Průběh toku
Pramení na západních svazích Polárního Uralu. Na dolním toku protéká bažinatou tajgou. Ústí zleva do řeky Usa (povodí Pečory). Největším přítokem je Junjacha zprava.